# Waldemar Küther
Waldemar Küther (* 1911; † 1985) war ein deutscher evangelischer Pfarrer, Geschichtsforscher und Autor. Küther war 1943–1944 Pfarrer in Nidden (Ostpreußen), nach dem Krieg in Frauensee/Thüringen, Hungen/Mittelhessen und lebte schließlich im Ruhestand in Marburg-Cappel. Er veröffentlichte Monografien und Aufsätze zur Geschichte Hessens und Thüringens und kam beim Studium der Urkunden zu fachwissenschaftlich anerkannten Erkenntnissen.

## Veröffentlichungen

### Als Autor
- Kloster Arnsburg. Regensburg: Schnell & Steiner, 1/1979, 6/2007
- Konrad von Bemelberg. Schelklingen: Stadtarchiv, 1994
- Seligenstadt, Mainz und das Reich. Michelstadt, Schloss Fürstenau: Einhard-Arbeitsgemeinschaft, 1978
- Das Marienstift Lich im Mittelalter. Lich: Selbstverlag, 1977
- Cappel. Marburg: Magistrat, 1976
- (mit Karl Gruber:) Minzinberg. Gießen: Walltor-Verl., 2/1973
- Vacha und sein Servitenkloster im Mittelalter. Köln: Böhlau, 1971
- Pohlheim. Pohlheim: Magistrat, 1982

### Beteiligt an
- Historisches Ortslexikon Fritzlar-Homberg. Marburg: Elwert, 1980
- Garbenheim. Garbenheim: Gemeinde Garbenheim, 1976
- Historisches Ortslexikon des Kreises Witzenhausen. Marburg/Lahn: Hessisches Landesamt für Geschichtl. Landeskunde, 1973
- Grünberg. Grünberg: Magistrat d. Stadt Grünberg, 1972
- Die Wüstung Hausen. Wetzlar: Wetzlarer Geschichtsverein, 1971
- Geschichtlicher Atlas von Hessen / 27 A. Einteilung der Evangelischen Kirchen in der Neuzeit, 1970
- Heimatbuch Holzheim. Holzheim: [Gemeindeverwaltung], 1965
- Urkundenbuch des Klosters Frauensee. Köln: Böhlau, 1961